# Phelipanche orientalis
Phelipanche orientalis är en snyltrotsväxtart som först beskrevs av Günther von Mannagetta und Lërchenau Beck, och fick sitt nu gällande namn av Sojak. Phelipanche orientalis ingår i släktet Phelipanche och familjen snyltrotsväxter. Inga underarter finns listade i Catalogue of Life.